# Oswego County
Oswego County je okres ve státě New York ve Spojených státech amerických. K roku 2010 zde žilo 122 109 obyvatel. Správním městem okresu je Oswego. Celková rozloha okresu činí 3 398 km².